# Luigi Podestà
Luigi Podestà (Montignoso, 28 giugno 1952) è un ex calciatore italiano, di ruolo difensore.

## Caratteristiche tecniche
Giocava come terzino.

## Carriera
Inizia la carriera nella Massese, con cui nella stagione 1971-1972 gioca 4 partite nel campionato di Serie C; nella stagione 1972-1973 gioca invece 18 partite, mentre a partire dalla stagione 1973-1974 (nella quale termina il campionato con 32 presenze) gioca stabilmente da titolare con i bianconeri, con cui nella stagione 1974-1975 oltre a giocare 35 incontri di campionato segna le sue prime 2 reti in carriera in competizioni professionistiche.
Nella stagione 1975-1976 dopo altre 6 presenze con la Massese passa alla Reggiana, formazione militante in Serie B, con cui termina la stagione 1975-1976 giocando da titolare nel campionato cadetto, nel quale gioca 31 partite; la Reggiana termina il campionato all'ultimo posto in classifica retrocedendo in Serie C, campionato in cui Podestà milita quindi nella stagione 1976-1977, durante la quale oltre a giocare 4 partite in Coppa Italia Semiprofessionisti segna 5 reti in 28 presenze in campionato; nella stagione 1977-1978 gioca 3 partite in Coppa Italia Semiprofessionisti 1977-1978 e 6 partite (con un gol segnato) in Serie C, per poi passare a stagione in corso alla Sambenedettese, con cui conclude la stagione giocando 15 partite nel campionato di Serie B, concluso dai marchigiani all'ottavo posto in classifica.
Nella stagione 1978-1979 gioca 27 partite e segna una rete nel campionato di Serie C1 con la maglia del Modena, con cui a fine anno retrocede in Serie C2, categoria in cui milita nella stagione 1979-1980 con la Carrarese (29 presenze ed un gol) e nella stagione 1980-1981 con la Lucchese (27 presenze ed un gol). Nel 1981 torna quindi alla Massese, con cui nella stagione 1981-1982 e nella stagione 1982-1983 gioca nel Campionato Interregionale, ottenendo rispettivamente 25 e 18 presenze, segnando una rete nella seconda stagione, terminata con la vittoria del campionato e la promozione in Serie C2; nella stagione 1983-1984 (l'ultima della sua carriera) gioca 21 partite in Serie C2 con la Massese.
In carriera ha giocato 46 partite in Serie B, 156 (con 10 reti segnate) fra Serie C e Serie C1, 77 (con 2 reti) in Serie C2 e 43 (con una rete) in Interregionale, per complessive 279 partite e 12 reti in campionati professionistici.

## Palmarès

### Club

#### Competizioni nazionali
- Campionato Interregionale: 1

Massese: 1982-1983